# Македонська абетка
Сучасна македонська абетка (мак. Македонска азбука), як єдина абетка для запису македонської мови була прийнята в 1945 році, коли була кодифікована сама мова. Як і кожна кирилична абетка вона заснована на абетці Кирила і Мефодія та є варіацією сербської фонетичної абетки Вука Караджича й Крста Мисиркова.

## Абетка
| Буква | Вимова     | Відповідник в українській мові | Буква | Вимова    | Відповідник в українській мові |
| ----- | ---------- | ------------------------------ | ----- | --------- | ------------------------------ |
| А а   | /a/        | а                              | Н н   | /n/       | н                              |
| Б б   | /b/        | б                              | Њ њ   | /ɲ/       | нь                             |
| В в   | /v/        | в                              | О о   | /ɔ/       | о                              |
| Г г   | /g/        | ґ (г)                          | П п   | /p/       | п                              |
| Д д   | /d/        | д                              | Р р   | /r/       | р                              |
| Е е   | /ɛ/        | е                              | С с   | /s/       | с                              |
| Ѓ ѓ   | /ɟ/, /dʑ/1 | жь, джь                        | Т т   | /t/       | т                              |
| Ж ж   | /ʒ/        | ж                              | Ќ ќ   | /c/, /ʨ/1 | ть, чь                         |
| З з   | /z/        | з                              | У у   | /u/       | у                              |
| Ѕ s   | /dz/       | дз                             | Ф ф   | /f/       | ф                              |
| И и   | /i/        | і                              | Х х   | /h/       | х                              |
| Ј ј   | /j/        | й                              | Ц ц   | /ʦ/       | ц                              |
| К к   | /k/        | к                              | Ч ч   | /ʧ/       | ч                              |
| Л л   | /ɫ/, /l/2  | л                              | Џ џ   | /ʤ/       | дж                             |
| Љ љ   | /l/        | ль                             | Ш ш   | /ʃ/       | ш                              |
| М м   | /m/        | м                              |       |           |                                |

1 Примітка: /ɟ/ та /c/ вживаються у більшості існуючих говорів та літературній мові, тоді як /dʑ/ і /ʨ/ зустрічаються лише в окремих говірках і відповідають сербським буквам ђ та ћ.
2 Примітка: ця буква вимовляється як /l/ перед /i/, /e/ і /j/ але, як /ɫ/ в іншому місці.
| Буква | Значення                                                            | Приклад                      |
| ----- | ------------------------------------------------------------------- | ---------------------------- |
| ѐ     | Акцентована буква, використовується для позначення омонімічних слів | - сè — все - се — вони є, ся |
| ѝ     | Акцентована буква, використовується для позначення омонімічних слів | - ѝ — їй - и — і             |

Приміром, сè мие українською мовою перекладається як все миє, тоді як се мие — як ся миє або миється.

## Письмо
Зверніть увагу, що деякі македонські букви (як і сербські літери)  відрізняються в написанні від тих, якими користуються українська та білоруська абетки. Ці відмінності виявляються, переважно, на письмі.

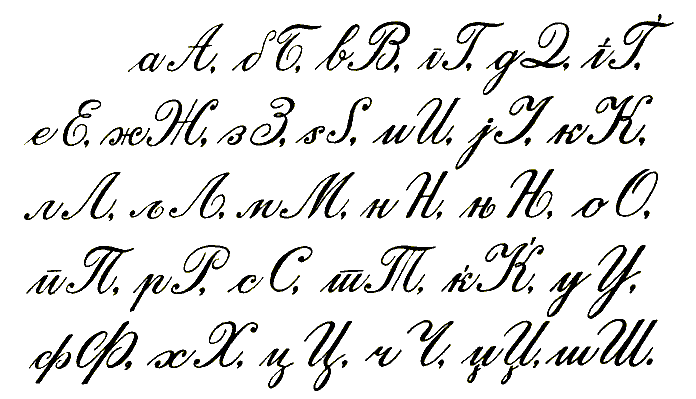
Букви македонської мови на письмі

Відмінності між друкованими та письмовими буквами абеток різних мов: б, д, г, и, п, т, ш. Для запису македонської мови використовуються букви сербського зразка
Українські букви
Болгарські букви
Сербські букви

## Розвиток македонського алфавіту
До сучасної епохи македонська мова була переважно розмовною, без стандартизованої письмової форми народних діалектів. Офіційне письмове спілкування зазвичай велося церковнослов'янською або грецькою мовами, які були мовами літургії, а тому вважалися "офіційними мовами".
Занепад Османської імперії з середини 19 століття збігся зі слов'янським опором проти використання грецької мови в православних церквах і школах, і опором серед македонських слов'ян проти запровадження стандартної болгарської мови у Вардарській Македонії. У період болгарського національного відродження багато християн з Македонії підтримали боротьбу за створення болгарських культурних, освітніх і релігійних установ, в тому числі болгарських шкіл, які використовували версію кирилиці, прийняту іншими болгарами. Більшість інтелектуальних і політичних лідерів македонських болгар використовували цю версію кирилиці, яка також була змінена в 19-му і на початку 20-го століття. Наприкінці 1879 року деспот Баджович опублікував "Буквар для сербо-македонських початкових шкіл" (серб. Буквар за србо-македонске основне школо), написаний на "сербо-македонському діалекті".
У другій половині 19 століття серед носіїв македонських діалектів зростала грамотність і політична активність, а також збільшувалася кількість документів, написаних цими діалектами. У той час для транскрипції македонської мови використовували кирилицю з адаптаціями зі старослов'янської, сербської та болгарської мов, залежно від уподобань письменника.
До ранніх спроб формалізації писемної македонської мови належить книга Крсте Місіркова "Про македонські справи" (1903). Місірков використовував кирилицю з кількома адаптаціями для македонської мови:
- i (де зараз використовується Ј);
- л' (де зараз використовується Љ);
- н' (де зараз використовується Њ);
- г' (де зараз використовується Ѓ;
- к' (де зараз використовується Ќ);
- ѕ (яка зараз в використанні).

Інший приклад — болгарський фольклорист з Македонії Марко Цепенков, який опублікував у двох випусках "Збірника фольклору, науки та літератури" (1892, 1897) фольклорні матеріали з Македонії. Цепенков використовував версію болгарської кирилиці з власними адаптаціями для деяких місцевих македонських діалектів. Він не використовував ѣ, використовуючи замість нього е, і не використовував ъ в кінцевій позиції іменників чоловічого роду. Включно з іншими адаптаціями:
- і (де зараз використовується Ј);
- щ (де зараз використовується Шт);
- ль (де зараз використовується Љ);
- нь (де зараз використовується Њ);
- гь (де зараз використовується Ѓ);
- кь (де зараз використовується Ќ);
- дж (де зараз використовується Џ);
- ѫ (іноді як А).

Починаючи з Балканських війн 1912/13 років і до кінця Другої світової війни, сьогоднішня Північна Македонія була частиною Сербії (пізніше Королівство Югославія) і час від часу Болгарії, а офіційними мовами були стандартні сербська та болгарська. Сербська та болгарська влада вважала македонську мову діалектом сербської або болгарської відповідно, і, за словами деяких авторів, забороняла її використання (див. також Історія македонської мови). Однак деякі книги македонськими діалектами були опубліковані в Болгарії, деякі тексти македонським діалектом були опубліковані в Югославії в 1920-х і 1930-х роках.